# Campionati mondiali di taekwondo a squadre 2016
I Campionati mondiali di taekwondo a squadre 2016 si sono svolti dal 12 al 13 dicembre al Sarhadchi Olympic Sports Complex di Baku, in Azerbaijan. È stata la 8ª edizione del torneo, organizzato dalla World Taekwondo.

## Podi
| Evento           | Oro           | Argento       | Bronzo             |
| Torneo maschile  | Azerbaigian   | Corea del Sud | Belgio Turchia     |
| Torneo femminile | Cina          | Corea del Sud | Turchia Russia     |
| Torneo misto     | Corea del Sud | Russia        | Belgio Stati Uniti |

## Medagliere
| Posiz. | Nazione       | Oro | Argento | Bronzo | Totale |
| ------ | ------------- | --- | ------- | ------ | ------ |
| 1      | Corea del Sud | 1   | 2       | 0      | 3      |
| 2      | Azerbaigian   | 1   | 0       | 0      | 1      |
| 2      | Cina          | 1   | 0       | 0      | 1      |
| 4      | Russia        | 0   | 1       | 1      | 2      |
| 5      | Belgio        | 0   | 0       | 2      | 2      |
| 5      | Turchia       | 0   | 0       | 2      | 2      |
| 7      | Stati Uniti   | 0   | 0       | 1      | 1      |
| Totale | Totale        | 3   | 3       | 6      | 12     |